# Газовая лампа

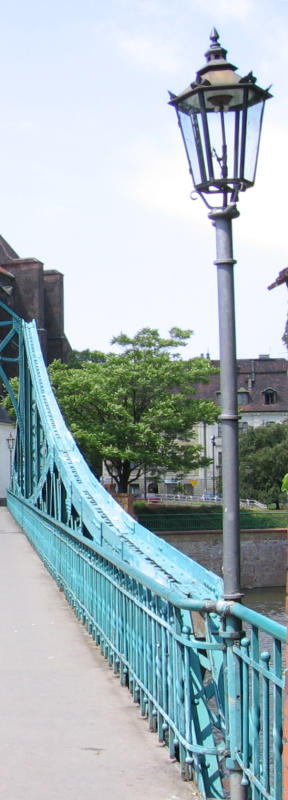
Газовый фонарь во Вроцлаве (Польша)

Газовая лампа — осветительный прибор, в котором источником света служит сжигание газообразного топлива, например водород, метан, оксид углерода, пропан, бутан, ацетилен, этилен, природный газ или светильный газ.
Первые упоминания об использовании газа в освещении датируются началом нашей эры (~1700 лет назад) в Китае. Сведения об использовании газовых фонарей для уличного и домашнего освещения в Европе появляются с XV века. Первый патент на систему газового света относится к 1799 году. Начало XIX века — массовое распространение систем газового света в Европе. Основной источник газа в то время — газификация угля.
В 1820-х было начато использование калильного света совместно с газовыми лампами. Однако первые составы для калильного света требовали высокотемпературных водородных горелок, что ограничивало их распространение. Разработка низкотемпературных калильных составов датируется самым концом XIX века (ок. 1885 года). Впоследствии калильные сетки широко использовались в газовых лампах.
С конца XIX века газовый свет активно вытесняется электрическим освещением. В настоящее время газовые лампы, работающие на пропан-бутановой смеси, используются преимущественно туристами — во всех других областях они вытеснены электрическими источниками освещения.